# 中華小當家 (2005年電視劇)
《中華小當家》，又名《神龍第一刀》，是2005年中國電視劇，全31集，改編自日本漫畫家小川悅司的漫畫作品《中華一番！》。

## 故事概要
光明界著名廚師劉風之子劉昂星生活在蜀山中的菊下樓，他的夢想是參加帝國的龍廚師大賽。此時，天下廚藝界分光明和黑暗兩派，黑暗界頭領凱由利用詭計獲取龍廚師職位後，開始侵吞光明界的地盤，菊下樓也未能倖免。黑暗界收買了貝仙女的徒弟紹安，用卑鄙手法下毒，致使貝仙女受傷，並將她母子倆驅逐出菊下樓。為奪回菊下樓，劉昂星前往南嶺的南鮮酒家，向著名廚師丁油學習廚藝。同時，光明界的領袖李提督也選中劉昂星作為光明界的新秀重點培養，希望他最終能代表光明界參加龍廚師大賽。

## 傳說中的廚具
與原作設定略有不同：
- 第一廚具「永靈刀」，與原作相同，丁油持有者。
- 第二廚具「雲山皿」，阿昂持有者。
- 第三廚具「魔聖钎」，阿昂取自四郎爹而成持有者。
- 第四廚具「雪狼壺」，阿昂持有者。
- 第五廚具「靈藏庫」，阿昂打倒密拉成為持有者。
- 第六廚具「魔聖銅器」，黑暗廚藝界持有者。
- 第七廚具「轉龍壺」(嚴格說起來是第一廚具)，原本持有者是貝仙女，後來是黑暗廚藝界持有者。

但是除了永靈刀以外的所有廚具都被黑暗廚藝界使用卑鄙手段而拿走用來參加龍廚師大賽。

## 原作與電視劇相異點
- 原作是有姐姐嘉靈，電視劇中沒有阿昂姊姊嘉靈而有爹劉風。
- 原作阿昂的母親被紹安使她操勞過度而去世，電視劇中紹安只是下味覺毒並沒致死。
- 原作紹安曾與阿昂是師兄弟，爭奪菊下樓掌廚人失敗後加入黑暗料理界，電視劇版紹安原是貝仙女的徒弟，但其實是黑暗廚藝界間諜。
- 原作阿昂到廣州的原因是因為李提督希望他更能見廣識文，電視劇版則是阿昂欲搶回被紹安接下的菊下樓而去的。
- 原作漫畫中譯版與電視劇版「陽泉酒家」改為「南鮮酒家」。(註：南鮮酒家在原作中為陽泉酒家的前身，毀於一場人為縱火)
- 原作中是水質，阿昂用雞油去除水質土味。電視劇中是土質，阿昂用酒去除土質泥腥味。
- 原作中阿昂無意把羅添的酒丟到河，酒沒被撿回，電視劇中酒有被撿回。
- 原作中四郎只是阿昂旅途中的一伙，電視劇中本來就是南鮮酒家的小伙計（與三傑結合）。
- 原作中是特級廚師測驗，電視劇為中級廚師測驗(但後續就有特級廚師測驗，但此測驗不同)。
- 原作中餃子兄弟是流浪的賣藝廚師，電視劇中是黑暗廚藝界的廚師。
- 原作中，吃到餃子大會中的餃子兄弟與陽泉酒家的評審為朗文大師，電視劇中為羅添大師。
- 原作中三傑曾經練習作菜時不小心切到手，電視劇中四郎（三傑）曾經練習作菜被父親發怒時不小心切到四郎的手。
- 原作中特級廚師大會阿昂用的石頭是姊姊給的，電視劇中湖州中級廚師大會阿昂用的石頭是娘給的。
- 電視劇中紹安取代原作中阿飛出賽廚師大會。
- 原作中初試考試合格者為5人，電視劇中初試考試合格者為2人。
- 原作中小單、小韓與芝琳皆通過初試，電視劇中不通過（此外，評審對於他們作的料理評語相差甚遠）。
- 原作中芝琳讓阿昂暫時失去味覺，電視劇中紹安讓阿昂暫時失去味覺。
- 原作中正式考試當中嘟嘟當助手，電視劇中四郎與阿飛當助手。
- 原作中阿飛在初試考試出場，電視劇中在正式考場出場。
- 原作中阿昂知道作鯰魚麵用魷魚，電視劇中阿飛建議阿昂用魷魚。
- 原作中永靈刀在大仙寺，電視劇中在丁油師傅的房間。
- 原作中解魯的積蓄被燒的是四郎當作木材，電視劇中蜜糖洗衣服洗不掉而燒之。
- 原作中「夢想的繼承者」一話不幸雞是烏骨雞，電視劇中不幸鳥是招財鳥。
- 原作中原本在大仙寺雙方對決的四道料理，電視劇中阿昂只用一道料理「天朝版圖」對上雷恩的四道料理。
- 原作中永靈刀的光輝消失原因是一位假冒雷恩的人用來自殺，電視劇中大勇被下蠱時誤切到手掌。
- 原作中阿昂的短暫修行，電視劇跟動畫版一樣有嘟嘟加入。
- 電視劇第十九集中李小白的祖父李夢白是初自原作中「超越時空的料理」中顏麗的祖父賈雄，料理名「開華鍋巴」改為「雲山鍋巴魚」。
- 電視劇第十九集中阿邦是初自原作中「可怕的紅色」中奇顏。
- 電視劇中巴吉魯後來欽佩阿昂並尊重中國的文化差異（原作中反目成仇，並對陽泉酒家縱火）。
- 電視劇中陳空（陳宮）為黑暗廚藝界人（原作則無），李帥是原創角色。
- 原作中密拉與雷恩在敦煌挑戰，觀戰者有向恩與駱可，電視劇密拉與阿昂在星漢村挑戰，觀戰者有嘟嘟、四郎、裘七與紹安。
- 電視劇中鉢飯是取代自原作中雷恩到黃雲山(原作為黃山)，羅緬大人沒有像漫畫一樣被副官處分。
- 電視劇中的羅緬與強盜事件這兩者劇情跟原作不同。
- 原作中黑暗廚藝界的地點上海改為特級廚師大會的江州，並且改變駱可的身分為中級廚師，第一回合作駱可的湯受評審好評，羅根做麵糰時沒有用棒子，甲魚湯與黃金開口笑包子接由阿昂主作，四郎（三傑）與解七依序前後當助手（原作中皆是選手），雖然決賽時同樣平手，但阿昂還是獲勝。
- 原作中裘七的調理過程改為狼歌的。
- 原作中丁油是接到邀請函進入會館，電視劇中被設下陷阱而打昏才進入會館，阿昂一行人也隨著陌生老人一起進入（一開始有四郎），並沒有縱火場面。
- 將原作中「決戰!火侯競賽在長江!」一話中地點長江改為京城，亞刊未登場改為阿飛，阿昂作的回鍋肉與水牛內乳豬改為羊內乳豬內回鍋肉。
- 原作中最後的決賽有餃子兄弟與翁聲譽登場，電視劇中有李小白、雷恩、巴吉魯登場，慈禧太后改為皇帝，母親太陽球改為太陽飯糰，凱由也沒有被箭射中而亡。
- 原作中稱呼光明料理界，電視劇稱呼光明廚藝界或光明界。同時原作中稱呼黑暗料理界，電視劇稱呼黑暗廚藝界或黑暗界。
- 原作中的樓麟艦停在東海，也就是宴席料理對決的比賽場地。電視劇中是黑暗廚藝界的總部(凱由們居住在裡面)。
- 原作中故事背景的時代為清朝末期，電視劇中是明朝時期。

## 電視劇原創設定
- 劃分為光明界與黑暗界的世界觀，故事一開始就跟二界的事情有關，狼族即黑暗界，阿昂即是狼族人。
- 皇上一角是由動畫版第五十至五十二集擷取。
- 餃子兄弟有兼具流浪的賣藝廚師黑暗廚師的身分。
- 四郎、解七與阿飛皆是南鮮酒家的徒弟。
- 加入必須依序通過初級、中級、高級與特級考試的世界觀設定。
- 密拉的身世。
- 改變裘七、駱可、羅根、李嚴、紹安及部分人物的個性、身分及劇情。
- 傳說中的廚具

## 工作人員
- 監督：李力持
- 脚本：閻剛、汪海林
- 出品人：王敏
- 製作人：陳建
- 監製：徐之浩、智廣平、石衛平、周志毅
- 總監製：陳文、周德君
- 編審：韓顥
- 策劃：王海帆、叮當、嚴謹、王宏

## 角色

### 阿昂一行人
- 阿昂：蕭正楠

全名為「劉昴星」。電視劇中為狼族後人。
- 嘟嘟：曹議文
- 兰飞鸿：何潤東

通称阿飞，在電視劇中，為皇帝失散多年的儿子，最終登上皇位。
- 四郎：沈建宏

姓杨，在電視劇中，動漫版中阿Q/三傑的人物設定加上在四郎身上。
- 解七：押尾學

即是動漫版中的鋼棍解師傅。

### 南鮮酒家
- 丁油：岳躍利
- 蜜糖：何美鈿

真人電視劇版的原創人物。
- 羅添：譚鵬飛
- 大勇：周楠
- 雷恩：劉晟豪

看似十七歲以上，四十歲以下。最後幾集登場幫助阿昂。

### 黑暗廚藝界
- 紹安：張羽

阿貝師傅頭號大弟子，其實是黑暗廚藝界的人。曾與阿昂是師兄弟，乃是席捲菊下樓所有財產、害阿貝師傅中味覺毒的罪魁禍首。曾經參加中級廚師測驗，初試中做出「龍鬚麵」符合主題而晉級，最後在正式中被考官們判定給對手打不公正分數或他的非麵料理失敗而失去資格。阿貝師傅離開後，又覬覦菊下樓新任大廚之位，結果在魔幻麻婆豆腐一戰（由李提督主持）敗給阿昂，同時被剝奪廚師資格，還冒犯李提督被衛兵制伏使他變得貪生怕死或膽小(他自己承認)，淪落到變成裘七的部下。
- 裘七：陳紅旗

跟原作中的裘七不一樣。
- 餃子兄弟：賈致剛與姚長江

黑暗廚藝界廚師，兩人是個不講道理的蠻子，但也是流浪的賣藝廚師，阿昂看到路人的攤子被他們打翻就不服氣，餃子兄弟卻下餃子大賽的挑戰，輸不起就開「十鮮酒樓」拉攏客人，並派間諜到南鮮酒家在糯米雞下毒，好讓南鮮酒家破產，全子弟們抓到間諜才發現是餃子兄弟的陰謀，之後他們計畫失敗後被凱由給休了。
- 凱由：劉建榮

統領梁山泊的黑暗廚藝界首領，統帥梁山泊一千零八名麟廚師，五虎星之首。博覽群書，具有豐厚的料理知識與學問。此外手中時常拿有一把羽扇，五虎星專屬刺青，刺於身體的後背之上。
- 恩雅：羅海瓊

凱由的女兒。狼歌的妹妹。南鮮酒家的徒弟，先前阿飛在旅途中遇到女扮男裝的她搶蘋果，後來被揭發後才讓給她，到南鮮酒家拜及第以上等魚翅為禮與嘟嘟的請求才成為他的徒弟，弟子們非常喜歡她。南鮮酒家曾半夜中遭到兩次闖空門，阿飛與嘟嘟懷疑她是黑暗廚藝界的黑衣間諜，後來才發現真有其事。阿飛進入黑暗廚藝界後，恩雅有糾纏不清的緣分。
- 狼歌：戴海聖

取自原作中的裘七。凱由的兒子。恩雅的哥哥。擁有超嗅覺，但沒有味覺。喜歡嘟嘟，曾經吻過嘟嘟的手，令阿昂發怒。
- 蜜拉：陳怡蓉

擁有超視覺，人稱「鏡子蜜拉」與「香料女帝」。
能夠模仿對手的一舉一動，創造出相同的料理，即瞬間複製能力。再用特有的調味香料(藏於脖子上的項鍊珠粒內)技巧，創造出「致勝不等式」的終極絕招打敗敵人。
先戰勝解師傅的無影麵料理，但解師傅在戰敗履行需自行跳崖的承諾前，告知蜜拉即使她是五虎星一員，他也依舊愛著她，此舉使蜜拉在其心中產生了動搖。
之後接受阿昴的再戰宣言，在料理過程中，雖然能瞬間複製阿昂的料理動作與招式，包含阿昂的青椒肉絲，但阿昂因事先已從解師傅的料理，發現對手的複製能力，故利用料理的油煙和蜜拉眨眼皮的當下，暗中於桌面下另作一正式對戰料理:羊肉什錦煲(扒羊肝)料理，成功擊敗蜜拉。
- 李嚴：关智斌

穿著黑冑甲或戴黑面具的廚師，性格比較憤怒暴躁。曾與丁油是師兄弟，當年因為愛上嘟嘟的母親，與丁油用龍蝦料理一決高下，卻因為自己的龍蝦堆裡被暗地放了毒針而無法比賽，後來加入黑暗廚藝界。暗算丁油後與阿昴比賽龍蝦三爭霸，將四郎帶來現場作最後一道龍蝦料理的評審，仍敗給阿昂。與原作不同的是，他自己服毒而摔下樓梯而亡。

### 菊下樓
- 劉風：
- 貝仙女：蓋麗麗

電視版中為黑暗廚藝界的人，因要和解雙方的怨恨，不得已毒死了劉風。

### 湖州 中級廚師測驗
- 「東江館」小韓:

東江館的第一好手。一開始登場被阿昂撞見而回嗆，阿昂曾偷觸摸他的菜刀被嘟嘟阻止。初試期間阿昂看他做菜或廚藝功夫被他嚴正警告，最後因為他的麵被考官們評定「不符合主題」而不合格就無法晉級。
- 「判林酒家」小單:

判林酒家的副主廚。初試期間阿昂說跟他做朋友被他嚴正警告，最後因為他的麵被考官們說「難吃」而不合格就無法晉級。
- 「魔女」芝琳:

黑暗廚藝界的女廚師。初試期間阿昂看她做菜被她嚴正警告(阿昂小聲說她很有性格)，最後因為她的麵被考官們評定「不明所以」而不合格就無法晉級。

### 江州 特級廚師測驗
- 羅根：

年邁的傳奇廚師，本身為傳說中的三國侍奉蜀漢丞相的點心世家「白羅家」的末代後裔，有代表白羅家的龍雕刻牌子(類似懷錶形狀)，所有點心師父的典範。因為他稱凱由是「天才的點心發明者」為了學他的招式就加入黑暗廚藝界。江州大賽時負責做湯包速度比賽，直到阿昂勝出。與阿昂最終決賽時結果平手，後來他自己評判阿昂獲勝。他稱讚阿昂也同時警告阿昂說黑暗廚藝界會派厲害的人來找上門。
- 駱可：

跟原作中的駱可不一樣。代表順天府的黑暗廚藝界廚師，與原作一樣雙手戴著十支鋼指甲稱為「羅漢虎爪」。測試比題目湯料理雖晉級，但在做湯包速度這關敗給阿昂。
- 胡贊：

代表魯南府的黑暗廚藝界廚師，擁有「西域急急火」的助燃道具。測試比題目湯料理同樣晉級，但在做湯包速度這關終於累倒而敗北。
- 建風：

代表廣成酒家的黑暗廚藝界廚師，在測試比題目湯料理被評判為不合格。不過此演員本人的台詞有誤把「廣成」念成「陽城」!!

### 其他
- 李提督：胡大剛

前宮廷御廚總管。提攜阿昂成為偉大廚師中重要的人。
- 皇帝：羅家英

因長期吃黑暗廚藝界豐盛的「中華料理」而積弱不振並昏昧不清，先前劉風與阿貝不幸遭到黑暗廚藝界的暗算，皇上誤認識他們在菜裡頭下毒，劉風就被處置，阿貝卻被放走。在御前料理對決的評審，被阿昴他們的太陽飯糰給治好。此皇帝跟動畫不同。
- 鉢飯：張冰

電視劇原創角色。原本是使用易容術到處騙吃騙喝的人，之後李提督常派鉢飯在各酒家打聽情報。
- 李夢白:

電視劇原創角色。人物原型自賈雄大師，李小白的祖父。
- 李小白：謝辛琳

電視劇原創角色。人物原型自顏麗，祖父李夢白死後由她來繼承雲山餐館，阿昂一行人來到這裡時她委託他要做失傳已久的鍋巴料理給督客吃。與原作不同的是，她偷窺鍋巴用的器具使勢方法後就綁架他們，想親自做「雲山鍋巴魚」給總督嚐，沒料到總督覺得不如以前好吃，最後由阿昂挽回局勢。
- 阿邦：

電視劇原創角色。人物原型自奇顏，「大澤菜」餐館的廚師，實際上是黑暗廚藝界的廚師，用毒蕈所煮的紅粥讓胡家都變成行屍走肉，好讓家產佔為其有，是紅色毒粥鬼屋事件元兇，最後一切行為被阿昂揭發。與原作不同的是，要抓他時就逃跑了。
- 銀雀公主：

- 巴吉魯：

自大驕傲的歐羅巴廚師。身材矮胖，對於中國料理有嚴重的歧視偏見，自認自己的畢拉夫什錦炒飯才是真正的米飯料理，因嘲笑中國菜為"小孩子料理"，阿昂一氣之下，公然對其宣戰，曾經遇到紹安來協助本人，結果本人拒絕了，後在法國領事館中庭前，敗給阿昂的辣炒蝦仁繪汁炒飯，但沒有像原作心生怨恨，反而是尊重中國文化並全力支持阿昂。此巴吉魯跟原作不同。
- 陳建：

陳宮與陳瑜莉的父親。
- 陳宮：

陳家長男，陳建亡故後以「麻婆宮」之名創店獨立，主打華麗，以昂貴的價錢欺瞞客人，與其妹瑜莉隔著萬福橋互相開店惡性競爭。因為阿昂的傳統口味，想起兒時家族的麻婆豆腐，終使兄妹再度團結。
- 陳瑜莉：許媛

陳家長女，陳建亡故後，以「鳳凰麻婆」之名創店獨立，主打庶民味，因此強迫員工薄利多銷，與其兄陳宮隔著萬福橋互相開店惡性競爭。因為阿昂的傳統口味，想起兒時家族的麻婆豆腐，終使兄妹再度團結。
- 李帥：陳慶

陳瑜莉的男朋友。
- 薛志：

一名刻薄卻懷才不遇的陶工，有一女。因四郎打破他的作品，而將其人身"抵押"在他家做苦工。後在四郎無意中的幫助之下，促使自己的陶藝作品得以被專業鑑定師看上。最後成功緻富。
- 薛佑華：

四郎的初戀小情人，陶工薛志的孫女，平日很怕自己嚴格的爺爺。與四郎一同攀爬白色美女岩盤冒險尋找寶蓋菇。最後與四郎相戀，離行前親吻了四郎臉頰。
- 羅緬：

地方衙門大人。由於得知解七行竊之後將他收押並當日執行死刑，因為對當地而言強盜是死罪一條。接著阿昂請鉢飯去黃雲山尋找栽贓給解七的那群盜賊們，自己則利用拉麵拖延處刑時間，結果一切被揭穿、對阿昂們說把你們送去大牢的話。到了處刑之時，羅緬準備一刀處決，然而這時卻被使用易容術的鉢飯勸阻或解釋，也把盜賊們全帶來，釋放了解七，最後羅緬只有向眾人道歉。此羅緬跟原作不同。
- 駱安：
- 梅香：
- 蜜蜂：李力持

- 黃雲山盜賊團

黑暗廚藝界的盜賊團。因為凱由的新食譜被解七偷走，而奉凱由之命從解七手中拿回來，用易容術扮成解七搶劫使解七被栽贓成犯人。最後盜賊們被鉢飯伏法全被羅緬派人帶下去，被解七盤問時告訴他們凱由的新食譜已燒掉了。

## 主題曲
| 類別   | 歌曲           | 作詞 | 作曲        | 主唱   |
| ------ | -------------- | ---- | ----------- | ------ |
| 片頭曲 | 「金玉滿堂」   | 英明 |             |        |
| 插曲   | 「千個太陽」   | 蕭楓 | Adrian Chen | 蕭正楠 |
| 片尾曲 | 「幫我說個謊」 | 英明 | 三木、巫奇  | 巫奇   |

## 作品的變遷
| 緯來育樂台 週六至日下午14:00 - 17:00 (12/01、12/02 15:00 - 17:00) | 緯來育樂台 週六至日下午14:00 - 17:00 (12/01、12/02 15:00 - 17:00) | 緯來育樂台 週六至日下午14:00 - 17:00 (12/01、12/02 15:00 - 17:00) |
| ----------------------------------------------------------------- | --- | ----------------------------------------------------------------- |
|                                                                   | 小當家(中華一番真人版) (2011.10.27 - 2012.12.02) |                                                                   |
| 少年包青天II (2011.09.02 - 2011.10.21)                            | 舌尖上的中國 (2012.12.08) (15:00 - 16:00) 紫禁城 (2012.12.09) (15:00 - 16:00) (12/15)舌尖上的中國(15:00-16:00) 中國神秘檔案(16:00-17:00) (12/16)紫禁城(15:00-16:00) 中國神秘檔案(16:00-17:00) 嘉慶皇帝 (12/22起 14:00-17:00) |                                                                   |

## 外部連結
- （日語）